# Herbetswil
Herbetswil (toponimo tedesco) è un comune svizzero di 533 abitanti del Canton Soletta, nel distretto di Thal.